# Jean-Claude Montredon
Pour les articles homonymes, voir Montredon.
Jean-Claude Montredon, né à Fort-de-France le 23 septembre 1949 et mort le 6 avril 2025 à Villepinte, est un percussionniste et batteur français.

## Biographie
Jean-Claude Montredon est né le 23 septembre 1949 à Fort-de-France (Martinique) et grandit rue de la Batterie. Dès 12 ans, il décide de consacrer sa vie à la musique. Sa mère, Clotilde, l’encourage et le jeune homme commence par les percussions avec des congas.
Grâce à un poste à galène offert par sa mère et qu’il assemble tout seul, le jeune homme parvient à capter Voice of America et découvre le jazz. Sa pratique s’étend alors aux bongos et aux timbales. 
C’est à la même période qu’il se met à l’aïkido où il fait la connaissance du chanteur (et aïkidoka) Francisco. Ce crooner lui présente d’autres artistes martiniquais comme Henri Guédon, Eugène Mona et Léon Sainte-Rose.
Jean-Claude Montredon rejoint ensuite le groupe du père du pianiste Georges-Edouard Nouel et c’est au sein de l’orchestre Tropicana qu’il rencontre son mentor : le pianiste Marius Cultier.
Dès 1967, il l’accompagne pour une série de concerts à l’occasion de l’Exposition universelle de Montréal. C’est lui qui pousse le percussionniste vers la batterie et qui, de passage à New-York, lui présente Miles Davis.
Pendant près de quatre ans, alors qu’il vit au Canada, Jean-Claude Montredon s’entraîne dans le noir huit heures par jour afin développer sa gestuelle et sa posture à la batterie. Gaucher, il joue avec le pouce et l’index sans jamais solliciter son coude.
En tant que sideman connu et reconnu, le batteur accompagne un grand nombre de musiciens antillais mais aussi Chris McGregor, Didier Levallet, Bobby Few, Randy Weston ou encore Archie Shepp. Il officie également dans des groupes tels que Caraib Workshop Group, West Indies Jazz Band, Liquid Rock Stone ou encore West African Cosmos. 
Après 50 ans de carrière, il sort son « premier » album sous son propre nom : Diamant H2o (Q-Mix productions). Cette œuvre est composée de 18 titres de jazz empreints de biguines et de mazurkas en passant par la samba et le swing.
Le nom de l’album est un hommage au rocher du Diamant de la Martinique. C’est également une mazurka éponyme de l’opus qui figure sur Biguine Reflections – Délirio d’Alain Jean-Marie, son ami de toujours, qui l’accompagne d’ailleurs au piano sur cet album. On compte aussi Stéphane Belmondo à la trompette et au bugle, Jon Handelsman au saxophone ténor et à la flûte, et Michel Alibo à la basse.
L’album est bien reçu par la presse et diffusé sur des radios nationales comme FIP, Radio France ou RFI.

### Mort
Le 6 avril 2025, sa famille annonce sa mort à l'âge de 75 ans. Jean-Claude Montredon s'éteint dans un hôpital parisien des suites d'une longue maladie.

## Discographie

### Leader
- 2017 : Diamant H20

### Sideman
- 2021 : Energy - Dominique Gaumont (version LP)
- 2019 : The Complete Biguine Réflections (1992-2013) – Alain Jean-Marie
- 2017 : The Way – Marius Cultier
- 2013 : Biguine Réflections – Tropical Blues – Alain Jean-Marie
- 2011 : Chofé Biguine La – Patrice Cartini Big Band
- 2006 : Premiers Enregistrements – Mano Césaire et La Formation Malavoi
- 2005 : Persévérance – Lucien Joly
- 2004 : Energy - Dominique Gaumont
- 2003 : Waka – Laurent Brival
- 2003 : From The Ground – Caratini Jazz Ensemble
- 2002 : Wa Bap – Al Lirvat
- 2002 : Let it Rain – Bobby Few
- 2000 : Tropical Jazz Trio – Alex Bernard
- 2000 : Biguine Reflections : Délirio – Alain Jean-Marie
- 1999 : Contes d’Afrique – Akonio Dolo
- 1999 : Katso – Eddy Prophète
- 1998 : Red Jam – Dju
- 1997 : The French Touch – Florence Antraygues
- 1996 : Biguine Reflections II – Alain Jean-Marie
- 1996 : Embarquement Créole – Ralph Thamar
- 1994 : New World Musique – West Indies Jazz Band
- 1991 : Medley for Marius – West Indies Jazz Band
- 1989 : Morne du don – Luther François
- 1986 : Alibo – Michel Alibo
- 1983 : Reine De la Mazouk – Gyzel Baka
- 1982 : Mouvements Naturels – Doudou Gouirand
- 1981 : Islands – Doudou Gouirand
- 1981 : Yes Please – Chris McGregor’s Bortherhood Of Breath
- 1981 : Ostinato – Didier Levallet Quintet
- 1980 : Créole Gypsy – Roland Brival
- 1975 : West African Cosmos – Umban U’Kset, Wasis Diop
- 1969 : Malavoi - Malavoi
- 1969 : Tropicana orchestre – Marius Cultier